# 바이인구

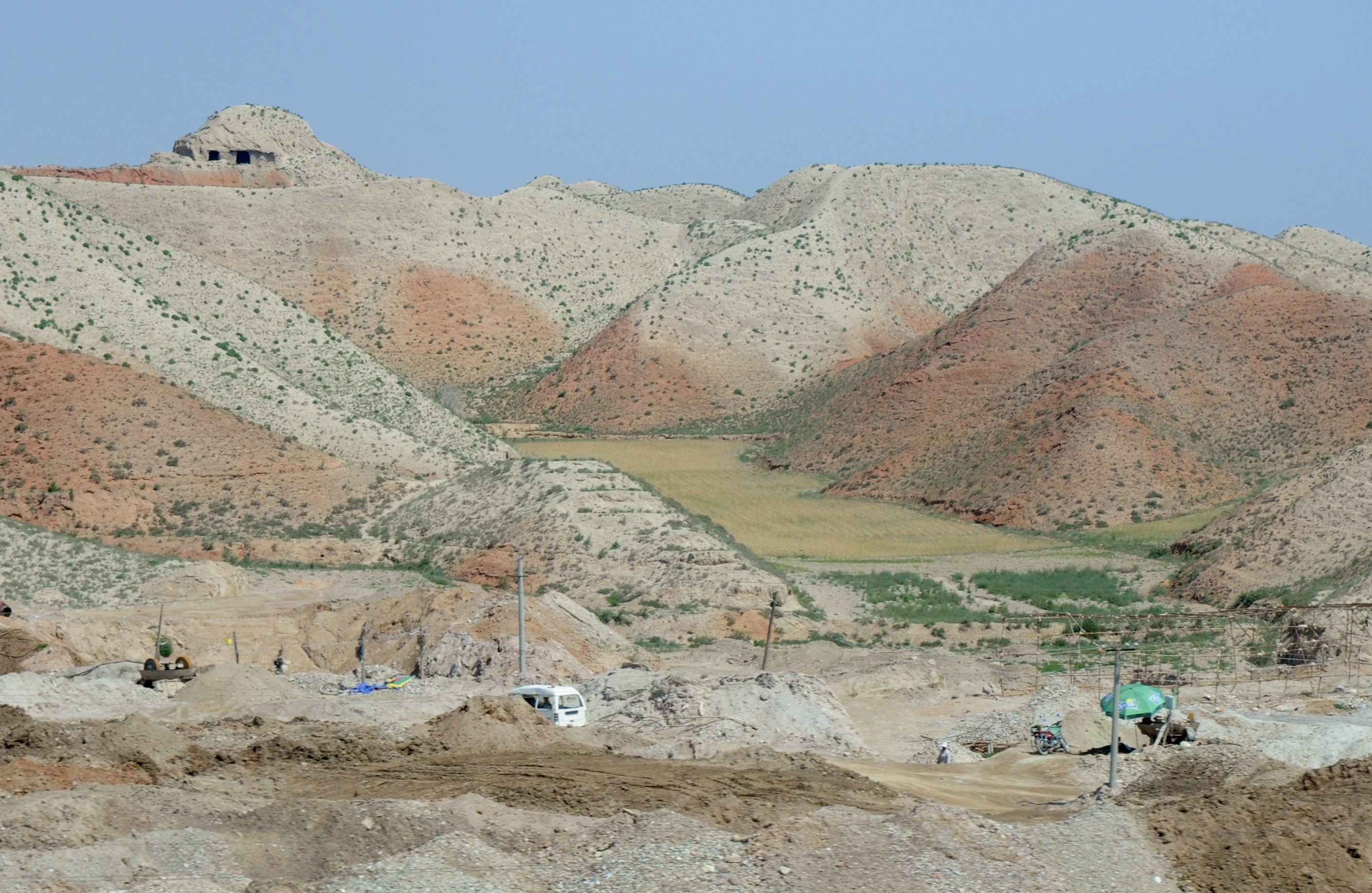

바이인구(한국어: 백은구, 중국어: 白银区, 병음: Báiyín Qū)는 중화인민공화국 간쑤성 바이인 시의 현급 행정구역이다. 넓이는 1,372km2이고, 인구는 2007년 기준으로 280,000명이다.

## 행정 구역
6개 가도, 2개 진, 2개 향을 관할한다.
- 가도변사소: 人民路街道, 公园路街道, 四龙路街道, 工农路街道, 纺织路街道, 王岘街道.
- 진: 水川镇, 四龙镇.
- 향: 强湾乡, 武川乡.